# Komisja Prawa Autorskiego
Komisja Prawa Autorskiego – instytucja, działająca na podstawie ustawy z dnia 15 czerwca 2018 r. o zbiorowym zarządzaniu prawami autorskimi i prawami pokrewnymi, której jednym z najważniejszych zadań jest zatwierdzanie tabel wynagrodzeń dotyczących korzystania z utworów, a także przedmiotów praw pokrewnych. Jest to podmiot powoływany przez właściwego ministra do spraw kultury i ochrony dziedzictwa narodowego.
Komisja jest zespołem arbitrów. Spomiędzy nich wybierane są pojedyncze zespoły orzekające Komisji oraz mediatorzy. Po nowelizacji ustawy o prawie autorskim z dnia 8 lipca 2010 r. Komisja zyskała inny kształt, charakter oraz kompetencje. Przytoczone zespoły pełnią funkcje mediacyjne, koncyliacyjne, a także, w pewnym stopniu, orzecznicze. Dzięki temu Komisja jest alternatywą drogi sądowej rozstrzygania sporów oraz tworzenia zbiorowego zarządzania prawami autorskimi i pokrewnymi. Przed 19 lipca 2018 r. działalność Komisji regulowała ustawa z dnia 4 lutego 1994 r. o prawie autorskim i prawach pokrewnych.

## Historia Komisji
21 grudnia 2010 r. Minister Kultury i Dziedzictwa Narodowego, pierwszy raz powołał Komisję Prawa Autorskiego, według znowelizowanych reguł.
18 stycznia 2011 r. ówczesny Minister Kultury i Dziedzictwa Narodowego – Bogdan Zdrojewski powołał prof. Ryszarda Markiewicza na przewodniczącego Komisji Prawa Autorskiego, natomiast 31 stycznia 2011 r. wybrany został zastępca przewodniczącego Komisji, którym został mec. Marek Staszewski.

## Regulacja prawna Komisji według ustawy z 1994 r.

### Skład Komisji
Pierwotnie, w składzie Komisji było czterdziestu arbitrów.
Po nowelizacji, w Komisji było trzydziestu arbitrów wybieranych z grona osób posiadających niezbędną wiedzę i doświadczenie zawodowe w zakresie prawa autorskiego oraz praw pokrewnych. Ustawodawca nie wskazał formalnych wymogów dotyczących wykształcenia kandydata na arbitra, jednakże arbiter powinien posiadać wiedzę wystarczającą do obiektywnej i adekwatnej oceny danego przypadku. Osoba taka niekoniecznie musi posiadać wykształcenie prawnicze. Ustawodawca nie podał również formalnych kryteriów wskazujących minimalny okres praktyki zawodowej w sprawach z tego zakresu.
Arbitrzy przedstawiani byli przez:
1. organizacje zajmujące się zarządzaniem zbiorowym oraz stowarzyszenia twórców, producentów, artystów wykonawców – podmioty te przedstawiają 15 członków,
2. organizacje skupiające podmioty korzystające z utworów albo przedmiotów praw pokrewnych, a także organizacje radiowe i telewizyjne, które przedstawiają 15 członków.

Kandydatem na członka komisji nie mógł być nikt kto:
- pełnił funkcje w organie podmiotu uprawnionego do przedstawiania kandydatur,
- był skazany prawomocnym wyrokiem za umyślne przestępstwo, także skarbowe lub ze względu na orzeczony, wobec niej zakaz.

Kadencja Komisji wynosiła 3 lata. Mandat arbitra wygasał w razie śmierci lub odwołania przez właściwego ministra, który mógł to zrobić w następujących sytuacjach:
- rezygnacja z pełnienia funkcji, przez arbitra Komisji,
- skazanie arbitra Komisji prawomocnym wyrokiem za umyślne przestępstwo, także skarbowe.
- orzeczenie wobec arbitra Komisji zakazu zajmowania tego stanowiska.
- choroba, trwająca dłużej niż 6 miesięcy, która uniemożliwia dalsze pełnienie funkcji arbitra Komisji.
- objęcie funkcji w organie podmiotu, który jest uprawniony do przedstawiania kandydatów na arbitrów Komisji.

Na miejsce arbitra, którego mandat wygasał, zostawał powołany nowy, jednakże tylko do końca kadencji Komisji.
Wszelkie informacje na temat składu Komisji oraz ewentualnych zmian można znaleźć w dzienniku urzędowym lub Biuletynie informacji publicznej właściwego ministra do spraw kultury i ochrony dziedzictwa narodowego.

### Zadania Komisji
Zgodnie z ustawą do zadań Komisji należało:
- rozpatrywanie spraw związanych z zatwierdzaniem tabel wynagrodzeń dotyczących korzystania z utworów lub przedmiotów praw pokrewnych, oraz zmian po ich zatwierdzeniu.
- rozstrzyganie sporów o stosowania tabel wynagrodzeń,
- rozstrzyganie sporów dotyczących zawarcia umowy między operatorami sieci kablowych a właściwą organizacją zajmującą się zbiorowym zarządzaniem prawami autorskimi, a także legalnym reemitowaniem w sieciach kablowych utworów nadawanych w programach organizacji radiowych i telewizyjnych,
- rozstrzyganie problemów związanych z daną organizacją, w sytuacji kiedy w danej dziedzinie działają co najmniej dwie organizacje zajmujące się zarządzaniem zbiorowym, a twórca lub inny uprawniony w związku z posiadaniem prawa pokrewnego nie jest członkiem żadnej organizacji albo postanowił nie ujawniać swojego autorstwa (sytuacja opisana w art. 107 ustawy),
- rozpatrywanie spraw o odtworzenie akt oraz uzupełnienie lub sprostowanie orzeczeń Komisji,
- rozpatrywanie spraw dotyczących wykładni orzeczenia Komisji.

Komisja pełniła dwojaką funkcję – mediacyjną oraz koncyliacyjną. Mediacyjna ujawniała się w roli Komisji polegającej na dążeniu do osiągnięcia porozumienia pomiędzy spierającymi się stronami postępowania. Koncyliacyjna funkcja polegała na formułowaniu i prezentowaniu stronom przez Komisję propozycji rozwiązania tych sporów.
Zadania Komisji, jak i jej skład zostały częściowo zmienione „Ustawą z dnia 8 lipca 2010 r. o zmianie ustawy o prawie autorskim i prawach pokrewnych oraz o kosztach sądowych w sprawach cywilnych”, która weszła w życie 21 października 2010 r. Nowelizacja była konsekwencją wyroku Trybunału Konstytucyjnego ze stycznia 2006 r. sygn. akt SK 40/04.
Trybunał zakwestionował w wyroku tym brak możliwości uczestnictwa w charakterze strony użytkowników praw autorskich w postępowaniu przed komisją prawa autorskiego podczas zatwierdzania tabel wynagrodzeń, przedstawianych przez organizacje zbiorowego zarządzania. Aktualnie to użytkownicy praw autorskich i przedstawiciele organizacji zbiorowego zarządzania mają sporządzać wspomniane tabele wynagrodzeń. Zespół orzekający Komisji może tylko je zatwierdzać lub odmówić ich zatwierdzenia, przy czym, jeśli wydaje oświadczenie o odmowie zatwierdzenia, jest zobowiązana do przedłożenia propozycji poprawek własnego autorstwa. Z kolei te poprawki, aby wejść w życie, muszą zostać zaakceptowane przez organizacje zbiorowego zarządzania.

#### Rozstrzyganie spraw związanych z zatwierdzeniem tabel wynagrodzeń dotyczących korzystania z utworów lub przedmiotów praw pokrewnych, oraz zmian po ich zatwierdzeniu
Zespół Komisji zajmujący się orzekaniem, w którego skład wchodzi pięć osób, rozstrzygał sprawy związane z zatwierdzaniem tabel wynagrodzeń. Wniosek o zatwierdzenie takich tabel składała organizacja zajmująca się zarządzaniem zbiorowym. W takim wniosku wskazywało się:
- dziedziny, których dotyczy tabela wynagrodzeń,
- kategorie utworów lub przedmiotów praw pokrewnych, zawartych w tabeli,
- kategorie podmiotów uprawnionych, na rzecz których działa wnioskodawca,
- wysokość stawek wynagrodzenia.

Stawki wskazane w tabelach wynagrodzeń, które zostały zatwierdzone stosowało się w umowach, których jedną ze stron jest organizacja zajmująca się zarządzaniem zbiorowym. Jeżeli postanowienia zawarte w umowie były mniej korzystne dla twórców i innych uprawnionych z tytułu praw pokrewnych, to zastępowały je postanowienia zawarte w tabelach.

#### Rozstrzyganie sporów o stosowanie tabel wynagrodzeń
Spory dotyczące stosowania zatwierdzonych tabel wynagrodzeń oraz spory dotyczące zawarcia umowy, o której stanowi art. 211 ust. 1 ustawy, mogły być rozpatrywane za pomocą postępowania mediacyjnego. Strony decydowały, czy chcą rozpocząć mediację. Przewodniczący Komisji zajmował się wyznaczeniem mediatora, którym mógł zostać jeden z arbitrów Komisji. Istniała możliwość, aby strony wybrały inną osobę mediatora z tej listy. Mediator mógł zaproponować stronom ugodę o właściwej jego zdaniem treści. Uważało się ją za zaakceptowaną, jeśli w terminie 3 miesięcy licząc od dnia wystąpienia z propozycją ugody żadna ze stron, w terminie nie zgłosiła sprzeciwu.

#### Rozstrzyganie sporów dotyczących zawarcia umowy pomiędzy operatorami sieci kablowych a właściwą organizacją zajmującą się zbiorowym zarządzaniem prawami autorskimi o legalne reemitowanie w sieciach kablowych utworów nadawanych w programach organizacji radiowych i telewizyjnych
Jak stanowi art. 211 ust. 1 ustawy operatorzy sieci kablowych mogą reemitować utwory nadawane w programach telewizyjnych i radiowych tylko na podstawie umowy z organizacją zajmującą się zbiorowym zarządzaniem prawami autorskimi.

#### Wskazywanie organizacji właściwej, w przypadku, gdy w danej dziedzinie działają co najmniej dwie organizacje zajmujące się zarządzaniem zbiorowym, a twórca lub uprawniony w związku z tytułem do prawa pokrewnego nie należy do żadnej organizacji albo nie ujawnił swojego autorstwa (art. 107ustawy)
Gdy w danej dziedzinie działała więcej niż jedna organizacja zajmująca się zarządzaniem zbiorowym, to organizacją właściwą była taka organizacja, której członkiem był twórca lub osoba uprawniona w związku z posiadaniem prawa pokrewnego. Jeśli jednak wspomniane osoby nie były członkami żadnej organizacji albo nie ujawniły one swojego autorstwa, to właściwą organizacją była organizacja wskazana przez Komisję.

## Regulacja prawna Komisji według ustawy z 2018 r.
Organ powołujący członków Komisji i podmioty przedstawiające kandydatów na jej członków nie zmieniły się. Od 19 lipca 2018 r. kadencja Komisji trwa 5 lat. Liczbę arbitrów zmniejszono do 20. Kandydat na arbitra powinien mieć odpowiednią wiedzę i niezbędne doświadczenie zawodowe z zakresu prawa autorskiego i praw pokrewnych oraz posiadać stopień naukowy doktora nauk prawnych lub nauk ekonomicznych lub być wpisany na listę radców prawnych, adwokatów lub doradców inwestycyjnych albo do rejestru biegłych rewidentów. Przedstawia się 10 kandydatur na członka Komisji. Arbitrem nie może być osoba pełniąca funkcję w podmiocie zgłaszającym jej kandydaturę lub skazana prawomocnym wyrokiem za przestępstwo umyślne lub umyślne przestępstwo skarbowe lub w stosunku do której orzeczono zakaz zajmowania określonego stanowiska, wykonywania określonego zawodu lub prowadzenia określonej działalności gospodarczej.
Poza dotychczasowymi zadaniami Komisja rozwiązuje także spory w przypadku, gdy pomimo negocjacji z użytkownikiem umowa o korzystanie z utworów lub przedmiotów praw pokrewnych lub pobór wynagrodzenia za takie korzystanie nie została zawarta. Odwołanie od decyzji Komisji rozpatruje minister właściwy do spraw kultury i dziedzictwa narodowego. Przy rozpatrywaniu spraw o zatwierdzanie i zmianę zatwierdzonych tabel wynagrodzeń za korzystanie z utworów lub przedmiotów praw pokrewnych stosuje się uzupełniająco Kodeks postępowania administracyjnego, a w pozostałych sprawach pozostających we właściwości Komisji - Kodeks postępowania cywilnego.